# Alcublas
Alcublas è un comune spagnolo di 812 abitanti situato nella comunità autonoma Valenciana.